# تلفات شوروی در جنگ جهانی دوم

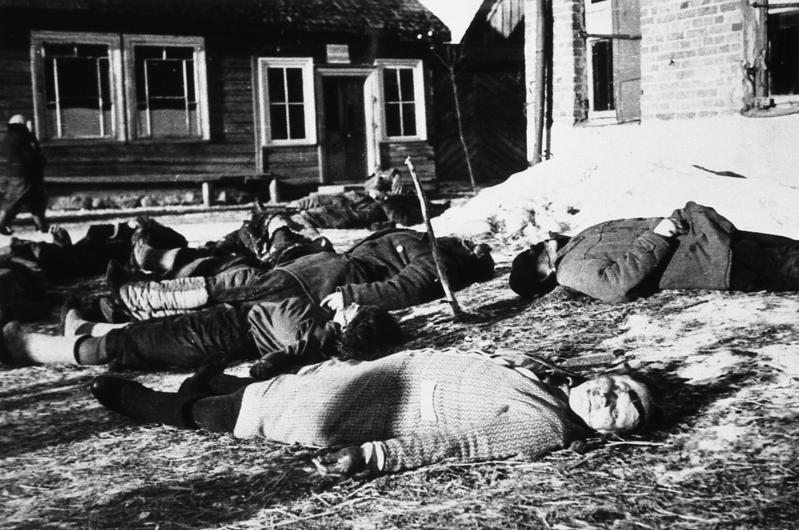
غیرنظامیان مرده شوروی در نزدیکی مینسک، بلاروس، ۱۹۴۳

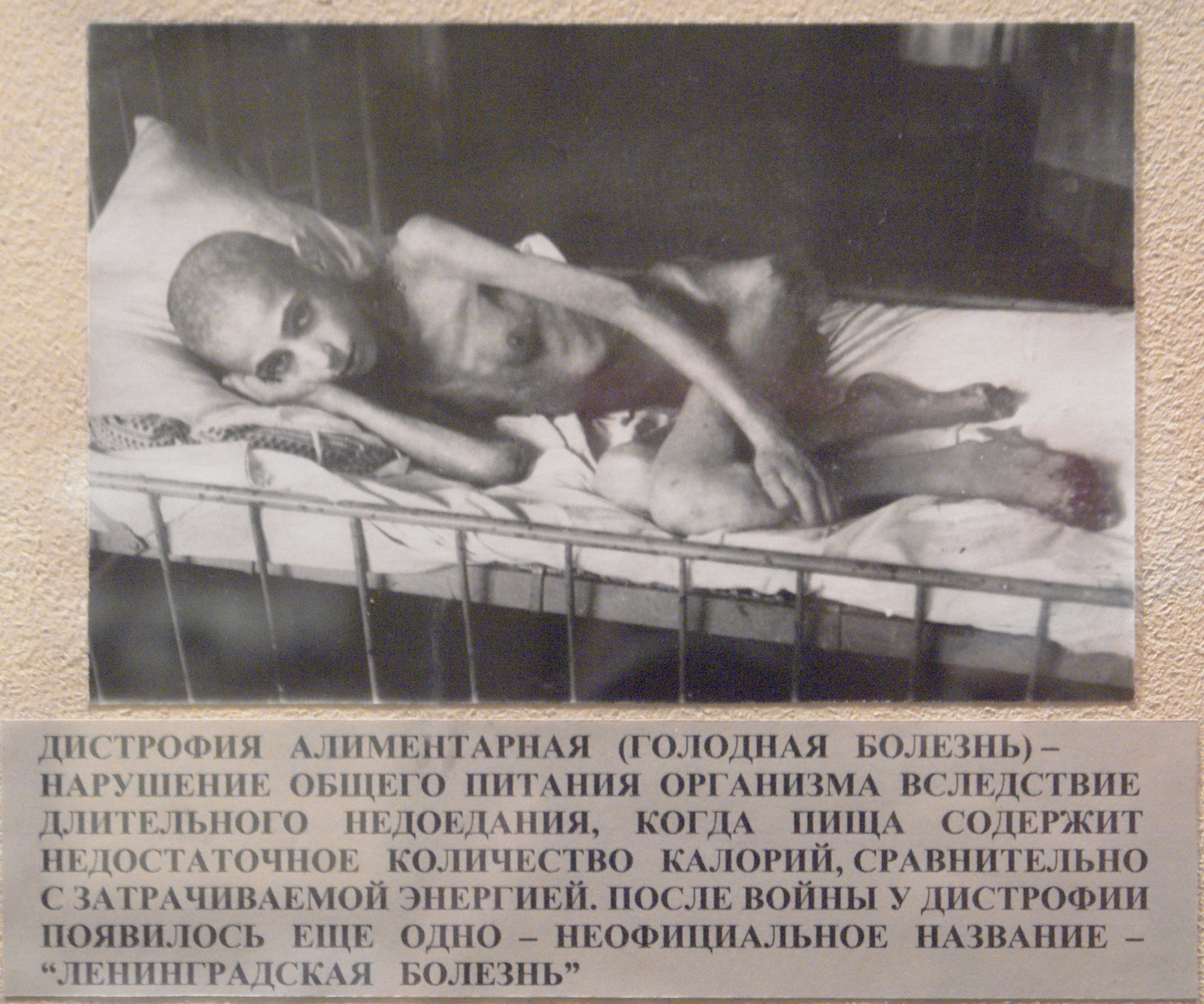
قربانی گرسنگی در لنینگراد محاصره شده مبتلا به آتروفی عضلانی در سال ۱۹۴۱

تلفات جنگ جهانی دوم اتحاد جماهیر شوروی (انگلیسی: World War II casualties of the Soviet Union) با توجه به همه دلایل مرتبط حدود ۲۷٬۰۰۰٬۰۰۰ غیرنظامی و نظامی بود، اگرچه ارقام دقیق مورد بحث است. رقم ۲۰ میلیون در دوران شوروی رسمی تلقی می‌شد. دولت روسیه پس از فروپاشی شوروی تلفات جنگ شوروی را بر اساس مطالعه سال ۱۹۹۳ آکادمی علوم روسیه تلفات جنگی شوروی را ۲۶٫۶ میلیون نفر می‌داند که شامل تمامی افرادی می‌شود که در نتیجه جنگ جان خود را از دست داده‌اند.